# باولو ديبالا
باولو برونو إسيكيل ديبالا (بالإسبانية: Paulo Dybala؛ تلفظ بالإسبانية: /ˈpawlo ðiˈβala/؛ مواليد 15 نوفمبر 1993) لاعب كرة قدم أرجنتيني. يلعب في مركز الهجوم مع نادي روما في الدوري الإيطالي ومنتخب الأرجنتين. بسبب موهبته وأسلوب لعبه الإبداعي وسرعته وقدرته على المراوغة وحسه التهديفي يُلقب بـ "La Joya" («الجوهرة»). ويُلقب باليرميتان أيضًا باسم "U Picciriddu" («الطفل» باللهجة الصقلية)، بسبب صغر سنه وقت توقيعه مع باليرمو.
بعد أن بدأ مسيرته المهنية في الأرجنتين مع انيستتوتو في عام 2011، انتقل إلى نادي باليرمو الإيطالي في عام 2012. ولعب ثلاثة مواسم في باليرمو، موسمان في الدوري الإيطالي وموسم واحد في الدرجة الثانية فاز فيه باللقب. في عام 2015، انضم إلى يوفنتوس مقابل رسوم انتقال قُدّرت بـ32 مليون يورو، ومنذ ذلك الحين لعب أكثر من 100 مباراة مع السيدة العجوز وفاز معهم بثنائية الدوري والكأس في المواسم الثلاث الأولى التي لعبها معهم، بالإضافة إلى لقبَي دوري في الموسمين التاليين، ولقبَي كأس سوبر. وقد اُختير أربع مرات ضمن تشكيلة العام للدوري الإيطالي، وفاز بجائزة أفضل لاعب في موسم 2019–20.
على المستوى الدولي، شارك ديبالا للمرة الأولى مع منتخب الأرجنتين الأول في عام 2015 عندما كان عمره 21 عامًا. واختير ضمن القائمة المشاركة في كأس العالم 2018 و‌كوبا أمريكا 2019 التي ساعد فيها بلاده على الفوز بالميدالية البرونزية.

## نشأته وحياته
ولد باولو ديبالا يوم 15 نوفمبر 1993 في لاغونا لارغا، قرطبة، الأرجنتين. جده بوليسلاف ديبالا، كان من قرية كراونيو في بولندا؛ هرب من بلده الأصلي إلى الأرجنتين خلال الحرب العالمية الثانية. ولدى عائلة باولو أيضا أصول إيطالية من خلال جدة أمه، واسمها دا ميسا، من مقاطعة نابولي. حصل باولو رسميا على جنسيته الإيطالية في 13 أغسطس 2012.

## مسيرته الكروية

### إنيستتوتو
الملقب بـ «الجوهرة» (بالإسبانية: La Joya) أو «فتى المعاش» (بالإسبانية: El pibe de la pensión) شارك ديبالا لأول مرة في دوري الدرجة الثانية الأرجنتيني مع نادي مدينته إنيستتوتو عندما كان عُمره 17 عامًا. وقد لعب 40 مباراة مع النادي سجل فيها 17 هدفًا. كان أصغر لاعب يسجل هدف، ليكسر الرقم الذي كان بحوزة ماريو كيمبس. كما كان ديبالا أول من لعب 38 مباراة متتالية في دوري للمحترفين في البلاد (كسر رقم كيمبس مرة أخرى)، وكان أيضا أول من يسجل هاتريك مرتين في موسم واحد. وسجل ديبالا أيضا في ست مباريات متتالية، متجاوز الرقم القياسي السابق البالغ أربع مباريات.

### باليرمو

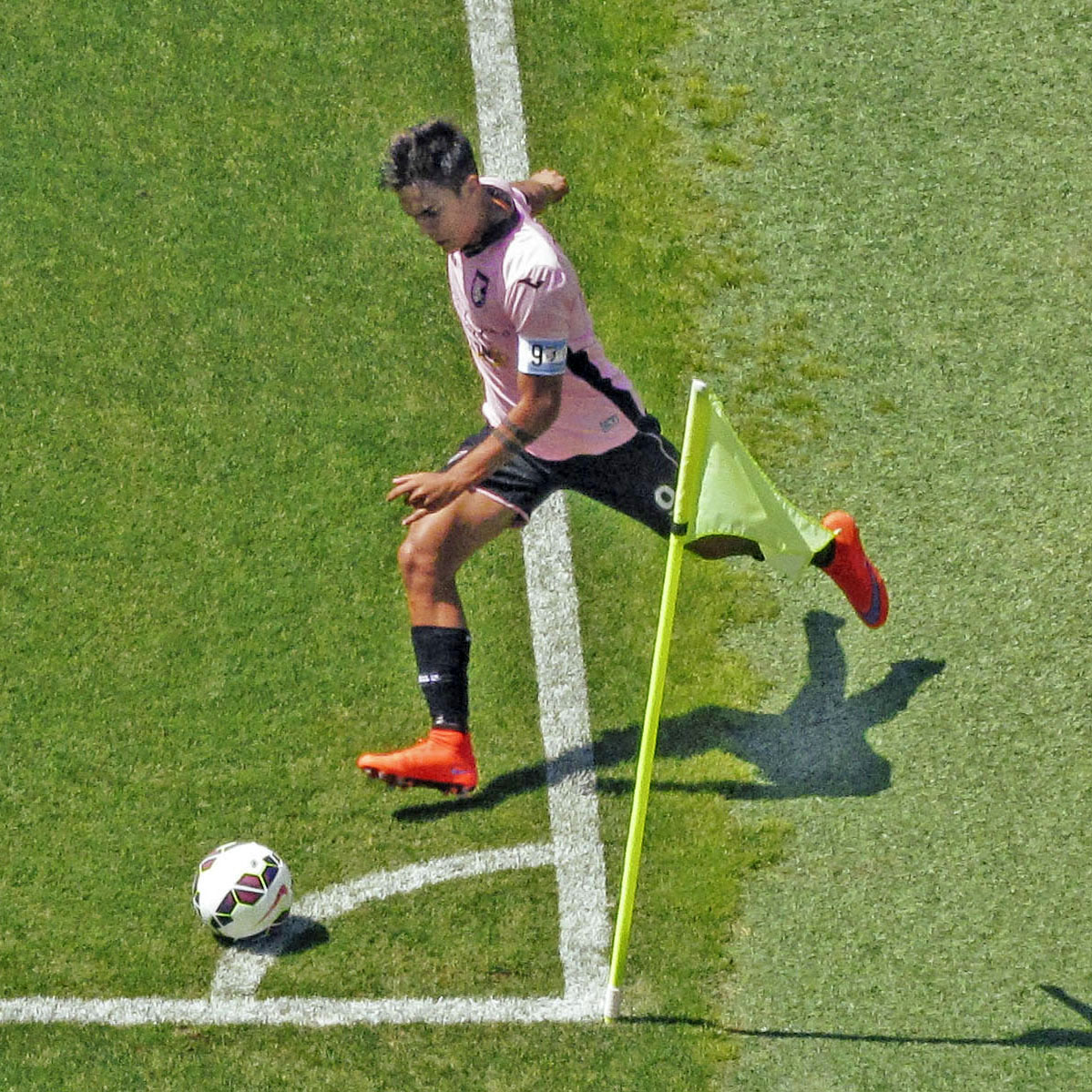
ديبالا مع باليرمو في 2015.

في 29 أبريل 2012، أعلن رئيس نادي باليرمو ماوريتسيو زامباريني انضمام ديبالا للنادي قائلاً: «لقد حصلنا على باولو ديبالا – سيرخيو أغويرو الجديد». وفي وقت لاحق من نفس اليوم، صرح السكرتير العام لناديه السابق انيستتوتو خوسيه توكس أن الرجل الذي أتم المفاوضات مع باليرمو لم يكن لديه التفويض لبيع ديبالا. ومع ذلك، في 20 يوليو 2012 أصدر باليرمو بيانا صحفيا يؤكد فيه التوقيع مع ديبالا لمدة أربع سنوات. وفقا للإيداع المالي للنادي، كانت رسوم الانتقال 8.64 مليون يورو.
شارك ديبالا في أول مباراة له مع النادي بالدوري أمام لاتسيو. سجل هدفه الأول والثاني في إيطاليا في 11 نوفمبر 2012 عندما فاز باليرمو على سامبدوريا 2–0. سطع نجم ديبالا في بالدوري موسم 2014–15 حيث سجل عشرة أهداف في النصف الأول من الموسم، مما شكّل شراكة ناجحة ناجحة مع زميله الأرجنتيني–الإيطالي فرانكو فازكيز وتم ربط إسمه بعدة أندية أوروبية كبرى. لينهي الموسم بتسجيله 13 هدف وتمريرة 10 تمريرات حاسمة، مما جعله أحد أفضل صناع اللعب في الدوري.

### يوفنتوس
في 4 يونيو 2015، أعلن يوفنتوس عن التوقيع مع ديبالا لمدة خمس سنوات مقابل 32 مليون يورو (زائد 8 ملايين يورو في الإضافات). أُعطي القميص رقم 21، كان يرتديه من قبله اللاعب الإيطالي أندريا بيرلو، والذي ترك النادي في ذلك الصيف.

#### موسم 2015–16
في 8 أغسطس، دخل كبديل في الدقيقة 61 عن كينغسلي كومان أمام لاتسيو في 2015 كأس السوبر الإيطالي. وسجل الهدف الثاني في الدقيقة 73 في مباراة الفوز 2–0 في شانغهاي. في 30 أغسطس 2015، سجل ديبالا هدفه الأول في الدوري بالدقيقة 87 في مباراة الهزيمة 2–1 أمام روما. في أول 16 مباراة لذلك الموسم، تمكن ديبالا من تسجيل 6 أهداف ومرر تمريرتين حاسمتين في جميع المسابقات، مع نسبة هدف كل 151 دقيقة، وهو أعلى من نسبة كارلوس تيفيز وأليساندرو دل بييرو في أولى مواسمهم مع يوفنتوس. في تاريخ النادي، فقط روبرتو باجو سجل أهداف أكثر من ديبالا في موسمه الأول مع النادي.
سجل ديبالا هدفه الأول في كأس إيطاليا بمباراة الفوز على الغريم التقليدي تورينو 4–0 في 16 ديسمبر. في 23 فبراير 2016، سجل ديبالا أول هدف له في دوري أبطال أوروبا في مباراة التعادل 2–2 أمام بايرن ميونخ في مباراة الذهاب من دور الـ16. أنهى الموسم كهداف يوفنتوس برصيد 19 هدف في بالدوري و23 هدف في جميع المسابقات، حيث احتفل النادي بفوزه بلقب الدوري الايطالي.

#### موسم 2016–17

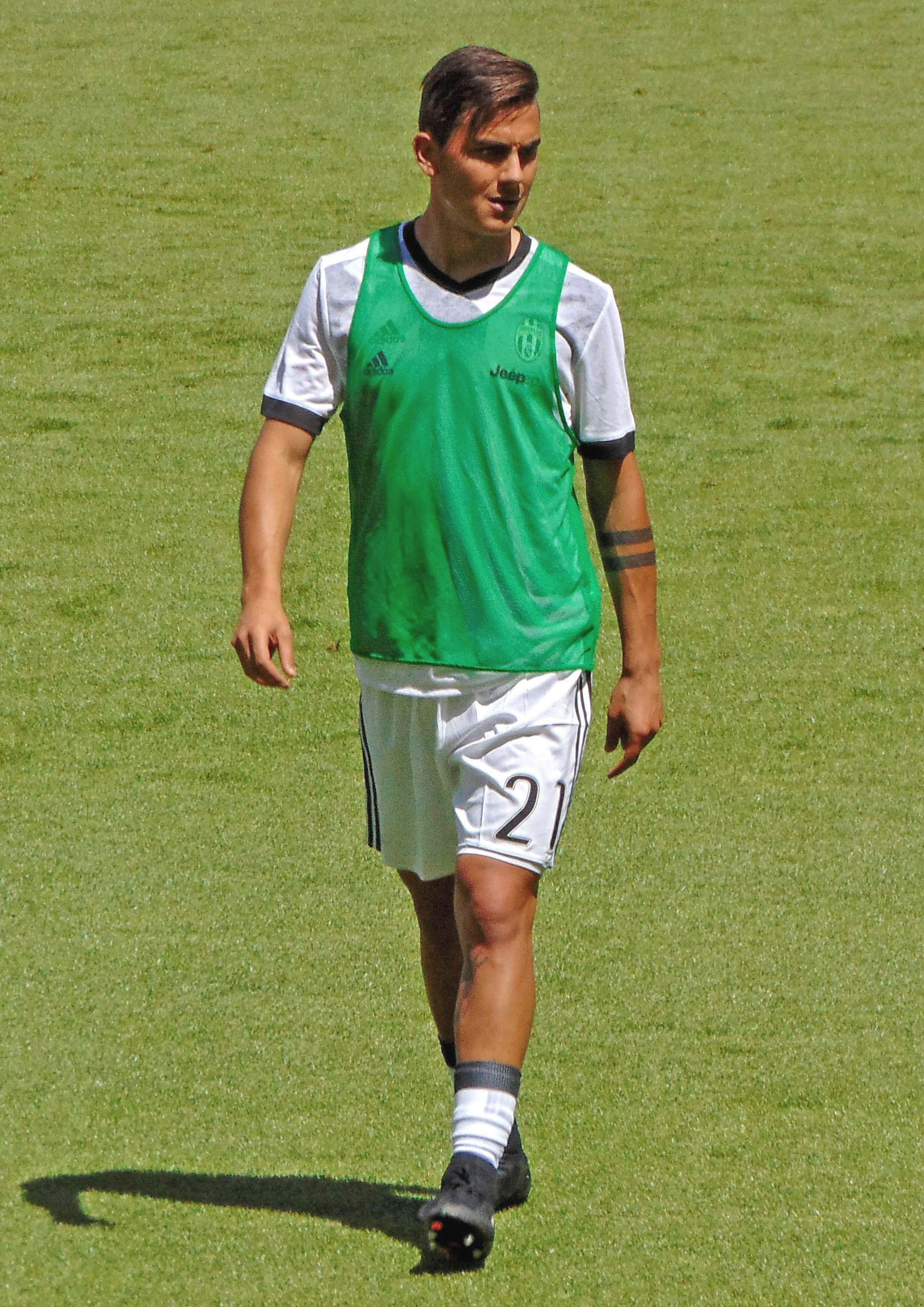
ديبالا مع يوفنتوس في 2017.

بعد رحيل بول بوغبا إلى مانشستر يونايتد في صيف عام 2016، وفي بداية موسم 2016–17 تم عرض القميص رقم 10 على ديبالا، لكنه رفض مفضلا الاحتفاظ بالقميص رقم 21 الذي ارتداه خلال الموسم السابق. بعد تغير أليغري الخطة إلى 4–2–3–1، أصبح ديبالا يلعب بالعمق في دور صانع الألعاب خصوصاً بعد توقيع النادي مع المهاجم الجديد غونزالو هيغواين، ليشهد مستوى ديبالا التهديفي انخفاضا بسبب أنه كان يأخذ على عاتقه المزيد من الواجبات الدفاعية وخلق الفرص. سجل أول هدف له في الدوري الإيطالي لهذا الموسم في 2 أكتوبر أمام إمبولي بالمباراة التي أنتهت بالفوز 3–0.
في 11 أبريل، سجل ديبالا هدفين في مباراة الذهاب من دور ربع نهائي دوري أبطال أوروبا ضد برشلونة، مما ساعد فريقه على الفوز 3–0 على أرضه. في 13 أبريل 2017، جدد ديبلا عقده مع يوفنتوس حتى عام 2022. في 3 يونيو، شارك ديبالا في نهائي دوري أبطال أوروبا 2017، ولكن خسر يوفنتوس 4–1 أمام حامل اللقب ريال مدريد، ليضيع حلم الثلاثية التاريخية.

#### موسم 2017–18
في 4 أغسطس 2017، تم اختيار ديبالا للقائمة المختصرة المكونة من ثلاث لاعبين لجائزة أفضل مهاجم في دوري أبطال أوروبا 2016–17. في 9 أغسطس، تم التأكيد بإن ديبالا سيرتدي القميص رقم 10 مع يوفنتوس في الموسم الجديد. في 13 أغسطس سجل هدفين في مباراة الخسارة 3–2 أمام لاتسيو في كأس السوبر الإيطالي 2017. في 15 أغسطس، حصل ديبالاعلى المركز السادس في جائزة أفضل لاعب في أوروبا. في 26 أغسطس، سجل ديبالا أول هاتريك له في الدوري الإيطالي في مباراة الفوز على جنوى 4–2. وكرر هذا الإنجاز في 17 سبتمبر، في مباراته رقم 100 مع يوفنتوس حيث سجل هاتريك من ضمنها ركلة حرة، في مباراة الفوز 3–1 على ساسولو. في 11 مارس 2018، سجل ديبالا هدفين في مباراة الفوز 2–0 على أودينيزي في الدوري. هدفه الأول في المباراة كان هدفه رقم 100 في مسيرته. شارك في مباراة رقم 150 بالدوري الإيطالي في مباراة التعادل 0–0 ضد سبال، في 17 مارس.

#### موسم 2018–19
في 1 سبتمبر 2018، شارك ديبالا بمباراته رقم 100 في الدوري الإيطالي مع يوفنتوس، حيث دخل كبديل في الشوط الثاني من مباراة الفوز 2–1 خارج أرضه على بارما. في 2 أكتوبر، سجل ديبالا أول هاتريك له في دوري أبطال أوروبا في مباراة الفوز 3–0 على يانغ بويز السويسري. في مباراة يوفنتوس التالية في دور المجموعات من دوري أبطال أوروبا في 23 أكتوبر، سجل ديبالا الهدف الوحيد في مباراة الفوز على مضيفه مانشستر يونايتد 1–0. مع وصول كريستيانو رونالدو، غالبًا ما تم وضع ديبالا خارج مركزة في العمق من قبل المدير الفني أليغري خلال موسم 2018–19؛ نتيجة لهذا التحول في مركزة، بالإضافة إلى الصعوبات مع الإصابات، والصعوبات مع المدرب، عانى ديبالا من فقدان مستواه، وانخفض ناتج تسجيله للأهداف بشكل ملحوظ، حيث تمكن من تسجيل خمسة أهداف فقط في 30 مباراة في الدوري، و 10 أهداف عبر 42 مباراة في جميع المسابقات. ومع ذلك، تمكن يوفنتوس من الاحتفاظ بلقب الدوري الإيطالي.

#### موسم 2019–20
بعد موسم 2018–19 المخيب للآمال، ارتبط ديبالا في البداية بالانتقال إلى جانبي الدوري الإنجليزي مانشستر يونايتد وتوتنهام هوتسبير، على الرغم من أنه ظل في نهاية المطاف مع يوفنتوس لموسم 2019–20. على الرغم من أنه لم يكن متوقعًا في البداية أن يشارك أساسيًا تحت قيادة المدير الفني الجديد للنادي ماوريسيو ساري، إلا أنه في النهاية دخل قائمة التشكيلة الأساسية وسجل هدفه الأول في الموسم.
في 6 أكتوبر 2019، في الفوز 2–1 خارج ملعبه على غريمهم إنتر ميلان، ليساعد فريقه على تجاوز النيراتزوري في صدارة ترتيب الدوري الإيطالي. في 7 ديسمبر، شارك في المباراة رقم 200 له مع يوفنتوس في الهزيمة 3–1 خارج ملعبه أمام لاتسيو في الدوري الإيطالي.
في نهائي كأس إيطاليا ضد نابولي في 17 يونيو، بعد التعادل 0–0 بعد وقت الأصلي، أضاع ديبالا عن ركلة يوفنتوس الأولى في ركلات الترجيح، حيث تصدى لها الحارس أليكس ميريت. فاز نابولي في النهاية 4–2 بركلات الترجيح.

### روما
في 20 يوليو 2022، انضم ديبالا إلى نادي روما بموجب عقد مدته ثلاث سنوات يمتد حتى 30 يونيو 2025. في 14 أغسطس، لعب أول مباراة له مع روما وذلك في مباراةٍ في الدوري الإيطالي ضد ساليرنيتانا انتهت بفوز روما بهدف نظيف. في 30 أغسطس، سجل ديبالا أول هدفين له مع الذئاب في مباراة في الدوري الإيطالي جمعت روما بمونزا على أرض الأول وانتهت بفوز روما بثلاثية نظيفة.

## مسيرته الدولية

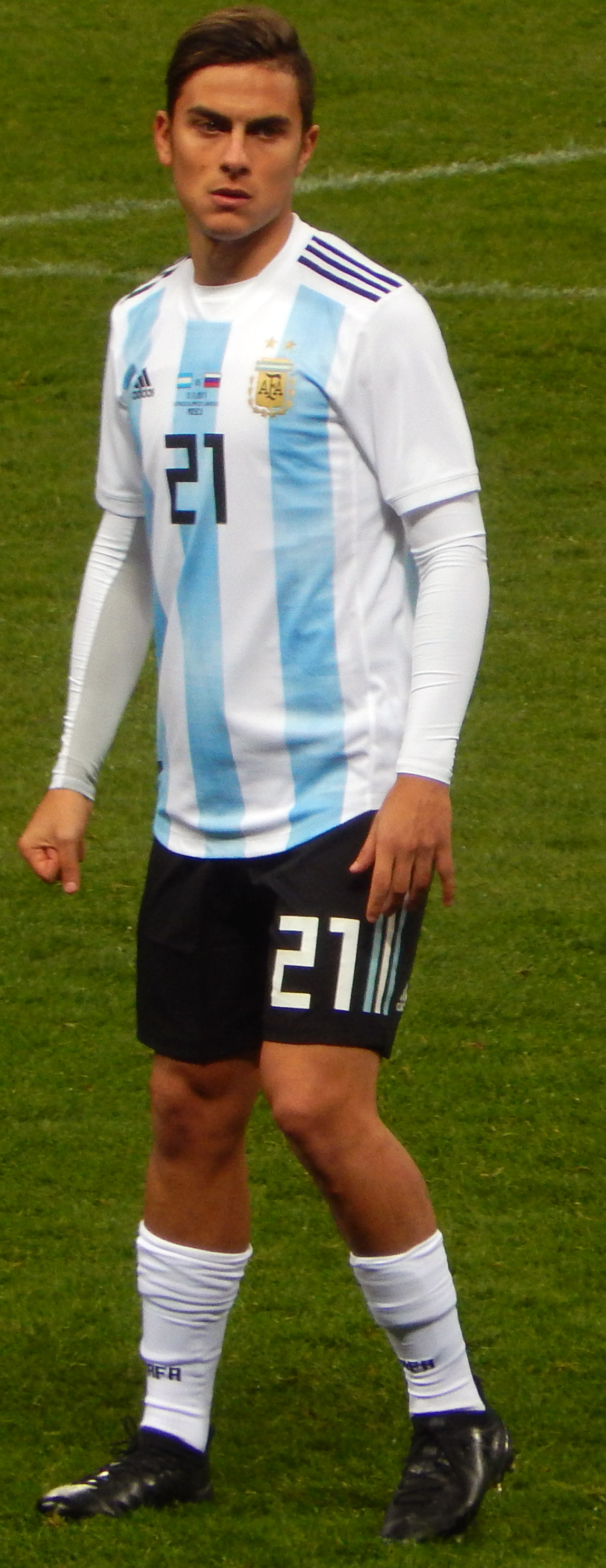
ديبالا مع الأرجنتين ضد روسيا في 2017.

بسبب أصول عائلته، كان ديبالا مرشحا للعب في منتخبي بولندا وإيطاليا، لكنه ذكر صراحة أنه يشعر أنه أرجنتيني وكان يحلم دائما باللعب مع الأرجنتين. على الرغم من اتخاذ قراره بتمثيل المنتخب الأرجنتيني، يؤكد ديبالا أنه يشعر بارتباط قوي ببلد جده الأصلي –بولندا– مشيرا إلى أن تلك البلد هي «دم عائلتي».
كان ديبالا قد استدعي من قبل منتخب الأرجنتين تحت 17 سنة للمشاركة في دورة الألعاب السادسة عشر الأمريكية في عام 2011، ولكن في النهاية لم يشارك في المسابقة. وفي 19 يوليو 2012، تلقى أول استدعى له لمنتخب الأرجنتين تحت 20 سنة، لكنه رفض الدعوة.
في 22 سبتمبر 2015، تم استدعاء ديبالا للمرة الأولى للمنتخب الأرجنتين الأول من قبل المدرب خيراردو مارتينو، ولكن أول مباراة له كانت في 13 أكتوبر 2015، ودخل كبديل عن كارلوس تيفيز في الدقيقة 75 خلال تصفيات كأس العالم 2018 ضد باراغواي. في مايو 2016، تم إعفاءه من المشاركة مع منتخب الأرجنتين تحت 23 سنة من أجل كوبا أمريكا المئوية. على الرغم من أن يوفنتوس أصروا على أن يلعب ديبالا في دورة لألعاب الأولمبية الصيفية 2016 في ريو دي جانيرو، فقد تم إدراجه في تشكيلة مارتينو الأولية التي تضم 35 لاعبا تحت 23 سنة للبطولة في 24 مايو، لكنه لم يكن في الفريق النهائي للبطولة.
في 1 سبتمبر 2016، تم طرد ديبالا في الشوط الأول من المباراة التي فازو بها بنتيجة 1–0 على الأوروغواي في تصفيات كأس العالم 2018 بسبب حصوله على الإنذار الثاني.
في مايو 2018، تم اختيار ديبالا في التشكيلة التمهيدية للأرجنتين المكونة من 35 لاعباً للمشاركة في كأس العالم 2018 بروسيا. في وقت لاحق من ذلك الشهر، تم ضمه إلى التشكيلة النهائية المكونة من 23 لاعباً من قبل المدير الفني خورخي سامباولي. شارك لأول مرة في كأس العالم في المباراة الثانية بالمجموعة مع الأرجنتين في 21 يونيو، حيث دخل كبديل في الشوط الثاني عن إنزو بيريز في الدقيقة 68 من مباراة الهزيمة 3–0 أمام –الوصيف لاحقاً– كرواتيا. وكانت هذه هي مشاركته الوحيد في البطولة، حيث تم إقصاء الأرجنتين من دور الـ16 في 30 يونيو، بعد الهزيمة 4–3 أمام –البطل لاحقاً– فرنسا.
لعب ديبالا 33 مباراة فقط مع المنتخب الأرجنتيني منذ عام 2015 غير انه لم يسجل سوى ثلاث أهداف مع منتخب بلاده حتى الآن.
سجل أول هدف دولي له في 20 نوفمبر، في مباراة ودية أنتهت بالفوز 2–0 على المكسيك.

## الإحصائيات

### النادي
آخر تحديث 26 يوليو 2020.
| النادي    | الموسم   | الدوري                         | الدوري | الدوري  | الكأس  | الكأس   | أوروبا | أوروبا  | آخرى   | آخرى    | المجموع | المجموع |
| النادي    | الموسم   | الدرجة                         | الظهور | الأهداف | الظهور | الأهداف | الظهور | الأهداف | الظهور | الأهداف | الظهور  | الأهداف |
| --------- | -------- | ------------------------------ | ------ | ------- | ------ | ------- | ------ | ------- | ------ | ------- | ------- | ------- |
| إنيستتوتو | 2011–12  | دوري الدرجة الثانية الأرجنتيني | 38     | 17      | 0      | 0       | —      | —       | 2      | 0       | 40      | 17      |
| إنيستتوتو | المجموع  | المجموع                        | 38     | 17      | 0      | 0       | -      | -       | 2      | 0       | 40      | 17      |
| باليرمو   | 2012–13  | الدوري الإيطالي                | 27     | 3       | 1      | 0       | —      | —       | —      | —       | 28      | 3       |
| باليرمو   | 2013–14  | دوري الدرجة الثانية الإيطالي   | 28     | 5       | 2      | 0       | —      | —       | —      | —       | 30      | 5       |
| باليرمو   | 2014–15  | الدوري الإيطالي                | 34     | 13      | 1      | 0       | —      | —       | —      | —       | 35      | 13      |
| باليرمو   | المجموع  | المجموع                        | 89     | 21      | 4      | 0       | —      | —       | —      | —       | 93      | 21      |
| يوفنتوس   | 2015–16  | الدوري الإيطالي                | 34     | 19      | 4      | 2       | 7      | 1       | 1      | 1       | 46      | 23      |
| يوفنتوس   | 2016–17  | الدوري الإيطالي                | 31     | 11      | 5      | 4       | 11     | 4       | 1      | 0       | 48      | 19      |
| يوفنتوس   | 2017–18  | الدوري الإيطالي                | 33     | 22      | 4      | 1       | 8      | 1       | 1      | 2       | 46      | 26      |
| يوفنتوس   | 2018–19  | الدوري الإيطالي                | 30     | 5       | 2      | 0       | 9      | 5       | 1      | 0       | 42      | 10      |
| يوفنتوس   | 2019–20  | الدوري الإيطالي                | 33     | 11      | 4      | 2       | 7      | 3       | 1      | 1       | 45      | 17      |
| يوفنتوس   | 2020–21  | الدوري الإيطالي                | 20     | 4       | 1      | 0       | 5      | 1       | 0      | 0       | 26      | 5       |
| يوفنتوس   | 2021–22  | الدوري الإيطالي                | 29     | 10      | 4      | 2       | 5      | 3       | 1      | 0       | 39      | 15      |
| يوفنتوس   | المجموع  | المجموع                        | 210    | 82      | 24     | 11      | 52     | 18      | 6      | 4       | 292     | 115     |
| الإجمالي  | الإجمالي | الإجمالي                       | 337    | 120     | 28     | 11      | 52     | 18      | 8      | 4       | 425     | 153     |

1. ↑  جميع المباريات في الهبوط / مباراة فاصلة
2. 1 2 3 4 5 6 7  جميع المباريات في كأس السوبر الإيطالي

### المنتخب
آخر تحديث 18 نوفمبر 2019.
| المنتخب   | العام   | الظهور | الأهداف |
| --------- | ------- | ------ | ------- |
| الأرجنتين | 2015    | 3      | 0       |
| الأرجنتين | 2016    | 3      | 0       |
| الأرجنتين | 2017    | 6      | 0       |
| الأرجنتين | 2018    | 6      | 1       |
| الأرجنتين | 2019    | 11     | 1       |
| المجموع   | المجموع | 29     | 2       |

### الأهداف الدولية
آخر تحديث 18 نوفمبر 2019.
قائمة الأهداف والنتائج مع منتخب الأرجنتين الأول.
| # | التاريخ        | المكان                                     | م. | الخصم   | الهدف | النتيجة | المسابقة         |
| - | -------------- | ------------------------------------------ | -- | ------- | ----- | ------- | ---------------- |
| 1 | 20 نوفمبر 2018 | ملعب مالفيناس أرخنتيناس، مندوزا، الأرجنتين | 18 | المكسيك | 2–0   | 2–0     | ودية             |
| 2 | 6 يوليو 2019   | أرينا كورينثيانز، ساو باولو، البرازيل      | 24 | تشيلي   | 2–0   | 2–1     | كوبا أمريكا 2019 |

## الإنجازات
باليرمو
- دوري الدرجة الثانية الإيطالي: 2013–14[80]

يوفنتوس
- الدوري الإيطالي: 2015–16،[81] 2016–17،[82] 2017–18،[83] 2018–19،[84] 2019–20
- كأس إيطاليا: 2015–16،[85] 2016–17،[86] 2017–18،[87] 2020–21
- كأس السوبر الإيطالي: 2015،[25][88] 2018،[89] 2020
- دوري أبطال أوروبا الوصيف: 2016–17

الأرجنتين
- كأس العالم: 2022
- كأس الأبطال كونميبول–يويفا: 2022[90]

الفردية
- أكثر من صنع أهداف في الدوري الإيطالي: 2014–15[91]
- تشكيلة العام في الدوري الإيطالي: 2015–16،[92] 2016–17[93] 2017–18[94]
- لاعب الشهر في الدوري الإيطالي: يوليو 2020[95]
- أفضل لاعب في الدوري الإيطالي: 2019–20[96]
- فريق السنة من قبل وسائل الإعلام الرياضية الأوروبية: 2016–17[97]
- هداف كأس إيطاليا: 2016–17[98][99]
- فيفبرو التشكيلة الثانية: 2017[100]
- فيفبرو التشكيلة الرابعة: 2018[101]
- فيفبرو التشكيلة الخامسة: 2016[102]
- جائزة الكرة الذهبية: 2017 (المركز 15)[103]

الأرقام القياسية
- هداف كأس السوبر الإيطالي التاريخي: 4 أهداف[104][105]

## وصلات خارجية
- باولو ديبالا على موقع الاتحاد الدولي (مؤرشف)  (الإنجليزية)
- باولو ديبالا على موقع الاتحاد الأوربي (الإنجليزية)
- باولو ديبالا على موقع إي إس بي إن إف سي (الإنجليزية)
- باولو ديبالا على موقع قاعدة بيانات كرة القدم.إي يو (الإنجليزية)
- باولو ديبالا على موقع ليكيب (الفرنسية)
- باولو ديبالا على موقع ناشيونال فوتبول تيمز (الإنجليزية)
- باولو ديبالا على موقع Soccerbase.com (لاعب) (الإنجليزية)
- باولو ديبالا على موقع Soccerway.com (الإنجليزية)
- باولو ديبالا على موقع عالم كرة القدم.نت (الإنجليزية)
- باولو ديبالا على موقع AS.com (الإسبانية)